# Manyara (region)

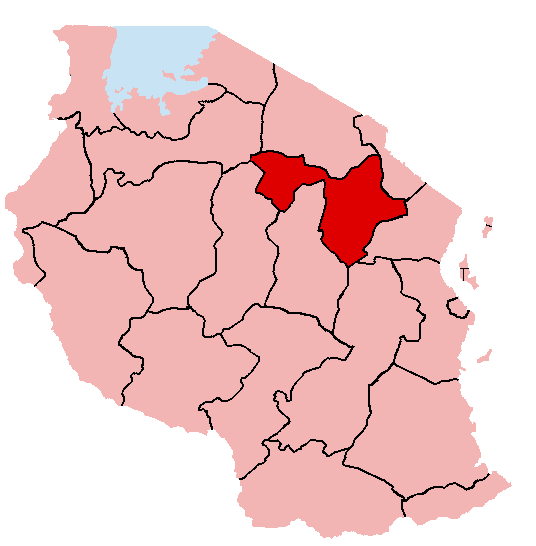
Manyararegionens läge i Tanzania.

Manyara är en av Tanzanias 26 regioner och är belägen i den nordöstra delen av landet. Den har en beräknad folkmängd av 1 337 015 invånare 2009 på en yta av 46 359 km².. Administrativ huvudort är Babati. Regionen bildades år 2002 och var förut en del av regionen Arusha. Manyara är indelad i fem distrikt, där den västra delen av regionen utgörs av Babati, Hanang och Mbulu och där den östra består av distrikten Kiteto och Simanjiro. Endast en kort landremsa binder samman de båda halvorna. Den östra delen av Manyara domineras av Massajstäppen. 

## Urbanisering
Regionens urbaniseringsgrad beräknas till på 14,15 % 2009, en uppgång från 13,86 % året innan. Manyara har endast tre orter med över 10 000 invånare. 
| Ort         | Distrikt  | Yta (km²)     | Invånarantal 2002 |
| ----------- | --------- | ------------- | ----------------- |
| Mererani    | Simanjiro | Ingen uppgift | 37 109            |
| Babati      | Babati    | 121,57        | 30 975            |
| Mbulu Mjini | Mbulu     | 16,22         | 12 137            |